# Premer
Premer är en ort i Australien. Den ligger i kommunen Liverpool Plains och delstaten New South Wales, i den sydöstra delen av landet, omkring 290 kilometer nordväst om delstatshuvudstaden Sydney.
Trakten runt Premer är nära nog obefolkad, med mindre än två invånare per kvadratkilometer..
Trakten runt Premer består till största delen av jordbruksmark. Genomsnittlig årsnederbörd är 792 millimeter. Den regnigaste månaden är februari, med i genomsnitt 161 mm nederbörd, och den torraste är oktober, med 12 mm nederbörd.